# Reserva do Iguaçu
Reserva do Iguaçu este un oraș în Paraná (PR), Brazilia.